# Sypialnie i przedsionki
Sypialnie i przedsionki (ang. Bedrooms and Hallways) – brytyjski film fabularny (komedia romantyczna) w reżyserii Rose Troche z 1998 r.

## Fabuła
Kevin romansuje z członkiem grupy terapeutycznej, do której dołączył po kilku nieudanych związkach z kobietami. Początkowo zadowolony z nawiązanej relacji, niespodziewanie spotyka na swojej drodze szkolną miłość, Jennifer.

## Nagrody i wyróżnienia
- 1998, London Film Festival:
  - Nagroda Audiencji (nagrodzona: Rose Troche)
- 1999: Verzaubert − International Gay & Lesbian Film Festival
  - nominacja do nagrody Rosebud w kategorii najlepszy film (Rose Troche)
- 2000, Chlotrudis Awards:
  - nominacja do nagrody Chlotrudis w kategorii najlepszy aktor drugoplanowy (Tom Hollander)